# Ermete Zacconi
Pour les articles homonymes, voir Zacconi.
Ermete Zacconi (né le 14 septembre 1857 à Montecchio Emilia et mort le 14 octobre 1948 à Viareggio) est un acteur italien. 

## Biographie
Ermete Zacconi est né à Montecchio en 1857. Ses parents sont des acteurs de théâtre et Ermete joue avec eux dès son enfance dans l'Italie entière. Il débute seul très jeune dans des petites compagnies jusqu'en 1884 quand il est remarqué par Giovanni Emanuel, qui par ses enseignements influence le jeune acteur. En 1888, il est l'acteur principal jouant des pièces classiques. Il a interprété en Italie des drames de William Shakespeare, Henrik Ibsen et August Strindberg. En 1897, il forme sa compagnie théâtrale.
Ermete Zacconi est considéré comme le dernier grand héritier du naturalisme de la fin du XIXe siècle jusqu'au début de la Seconde Guerre mondiale. Il se retire après son dernier succès  Dialoghi di Platone  (« Dialogues de Platon »). 
Sa vie d'acteur est racontée dans une publication autobiographieque Ricordi e battaglie (1946)
.

## Filmographie partielle
- 1912 :  Père (Padre), de Dante Testa et Gino Zaccaria
- 1913 : Lo scomparso, de Dante Testa
- 1915 : L'emigrante, de Febo Mari
- 1918 : Gli spettri, de AG Caldiera
- 1918 : La forza della coscienza, de Luigi Romano Borgnetto
- 1936 : Cœur de gueux  (Cuor di vagabondo), de Jean Epstein
- 1936 : Un colpo di vento, de C. V. Tavano
- 1937 : Pioggia d'estate, de Mario Monicelli
- 1937 : Les Perles de la couronne  (Le perle della corona), de Sacha Guitry
- 1939 : Processo e morte di Socrate, de Corrado D'Errico
- 1941 : L'orizzonte dipinto, de Guido Salvini
- 1941 : Don Buonaparte, de Flavio Calzavara
- 1942 : Le Roman d'un jeune homme pauvre (Romanzo di un giovane povero) de Guido Brignone
- 1943 : Le Comte de Monte-Cristo, de Robert Vernay et Ferruccio Cerio
- 1943 : Piazza San Sepolcro, de Giovacchino Forzano